# Greifswalder FC
Maillots
Actualités
Le Greifswalder FC est un club de football allemand basé a Greifswald, dans le Land de Mecklembourg-Poméranie-Occidentale. Il est issu de la fusion en 2015 du Greifswalder SV 04 et du FC Pommern Greifswald (de). L'équipe première du club évolue depuis 2022 en Regionalliga Nord-Est, soit le 4e échelon du football allemand. La première équipe féminine évolue en Verbandsliga.

## Histoire

### Greifswalder SC (1926-1945)
L'apparition du football à Greifswald remonte à 1911, alors qu'une équipe de football est fondée au sein du Greifswalder Turnerbund, association de gymnastique. Le nouveau sport grimpe en popularité, et attire de nombreux fans, ainsi les amateurs de football veulent rapidrment s'organiser. En 1912, le SV Greif Greifswald est fondé en tant que tout premier club de football de la ville. Cependant, les premiers succès d'un club de la ville sont ceux du département football du Greifswalder Turnerbund précédemment cité. À l'occasion de l'inauguration du Monument de la Bataille des Nations à Leipzig en 1913, l'équipe du club remporte le tournoi de football des gymnastes allemands. L'arrivée de la Première Guerre mondiale met cependant le développement du football en pause.
En 1923, les footballeurs du Greifswalder TB prennent leur indépendance du club de gymnastique, et choisissent le nom de VfB Greifswald. Trois ans plus tard, le 3 février 1926, le club fusionne avec le SV Greif Greifswald. Le Greifswalder Sportclub von 1912 (Greifswalder SC) est ainsi fondé. Le nouveau club est initialement dans l'ombre du SC Preußen Greifswald, plus performant, mais atteint le même niveau que le Preußen grâce à sa promotion en Vorpommernliga en 1927. Le 27 mai de la même année, le GSC inaugure le nouveau Greifswalder Fußballstadion, dans un match face au Sassnitzer SC (2-3). En 1929, le club remporte son premier succès suprarégional en remportant le Vorpommernpokal grâce à une victoire 4 à 2 face au Concordia Stralsund.
La saison 1932-1933 est la saison la plus réussie du club avant la Seconde Guerre mondiale. Le GSC remporte la Vorpommernliga et atteint ainsi le tour final du championnat de Poméranie, où il termine deuxième face aux clubs de Stettin. Le joueur le plus notable du club était alors le milieu de terrain Herbert Endrussat, venu de Berlin. Au cours de la saison 1933-1934, le GSC se retrouve dans la plus haute ligue de football allemand après avoir été reclassé dans la Gauliga Poméranie (Groupe Ouest) en raison de la réorganisation du football allemand. En 1944, le Greifswalder SC fusionne avec la HSV Fliegerabwehrschule Greifswald pour former le club sportif de guerre KSG Greifswald. Quand tous les clubs sont dissous par les forces d'occupation soviétiques après la Seconde Guerre mondiale, le GSC fait également faillite.

### BSG Einheit Greifswald (1945 à 1968)
Après la fin de la Seconde Guerre mondiale, la SG Greifswald joue dans la Landesklasse Mecklenburg, et ajoute Greif à son nom en 1949. En 1950, la SG devient la BSG Einheit Greifswald. En 1952, une équipe est formée et promue en DDR-Liga. Le club atteint une 6e place inattendue en DDR-Liga 1952-1953. Sous la direction de l'entraîneur-joueur „Kieler“ Holze, l'équipe était encore 16e en novembre 1952.
Au printemps, Franz Schopp, venu de Mittweida, reprend la formation, consolide la première équipe, et s'occupe des jeunes talents, créant ainsi les conditions pour que les jeunes joueurs talentueux continuent de progresser dans les années futures. Cependant, Schopp est remercié par le club en 1957 sur la demande du SED.
Schopp est remplacé par Lothar Wießner, qui mène le club au sommet de la II. DDR-Liga en 1958. L'Einheit Greifswald remporte le tour de promotion, avec notamment un record d'affluence lors du match face au BSG Motor Süd Brandenburg (de) avec 11 800 spectateurs qui assistent à la victoire de leur club 3-0. Le club figure dans les meilleurs clubs en I. DDR-Liga par la suite. L'équipe jeune du club remporte en 1958 la coupe de RDA. En 1954 et 1960, l'équipe première atteint les huitièmes de finale de FDGB-Pokal.
En 1961, l'entraîneur Wießner est contraint de démissionner par le conseil des joueurs dans des circonstances toujours peu claires. Son successeur est Günter Horst, qui ne parvient pas à améliorer l'équipe lors des années suivantes. Au contraire, le club entame un déclin progressif. Entre 1963 et 1965, 17 joueurs quittent l'équipe première, dont des joueurs clés tels que le capitaine Horst Saß, Helmut Hergesell, Kurt Habermann, Hans-Joachim Steinfurth, Ferdinand Brusch et Karl-Heinz Holze, ce dernier choisissant de terminer sa carrière de joueur de 8 ans. Cette hémorragie conduit à la relégation du club en Bezirksliga Rostock en 1966.

### BSG KKW Greifswald (1968 à 1990)
Le club prend le nom de BSG Kernkraftwerk Nord le 15 août 1968, en référence à la construction de la plus grande centrale nucléaire de la RDA, la centrale nucléaire de Greifswald, à proximité de Lubmin. Ainsi le club recevait un soutien financier plus important. Dans un premier temps, la société VEB Kombinat Kraftwerksanlagenbau (de) parraine l'équipe. Une fois la centrale terminée, la VEB Kernkraftwerk „Bruno Leuschner“ reprend le parrainage de la BSG, qui supprime par la suite la mention Nord- de son nom.
De 1968 à 1990, la BSG KKW Greifswald évolue presque exclusivement en DDR-Liga. Les couleurs du club étaient le rouge et le blanc. À la fin des années 1980, les centrales nucléaires poussent pour que leur département football atteigne la DDR-Oberliga. Un partenariat avec le Hansa Rostock est établi. D'importants travaux de construction sont réalisés au Volksstadion Greifswald afin de l'adapter à la 1re division. Cependant, la chute du mur de Berlin met des bâtons dans les roues du projet de stade couvert. Sous la pression des pays voisins, la Suède et le Danemark, le gouvernement allemand ferme la centrale de Greifswald. Après la réunification allemande permet la création de nouveaux clubs sportifs, les athlètes de la BSG KKW fondent le nouveau Greifswalder SC le 21 juin 1990, s'appuyant sur le club d'avant-guerre.

### Greifswalder SC (1990-2003)
Le Greifswalder SC nouvelle édition est notamment le club qui forme Toni Kroos, qui quitte le club en 2002 lorsque le GSC doit déposer le bilan et redémarrer en Verbandsliga Mecklenburg-Vorpommern. Après la clôture de la procédure d'insolvabilité, le club est dissous le 30 juin 2003.

### Greifswalder SV 04 (2004-2015)
Après le dépôt de bilan du club traditionnel en 2003, le département football du Greifswalder SC a temporairement joué pour le ESV/Empor Greifswald (de). Le 1er janvier 2004, après de nombreux efforts à Greifswald, un nouveau club est fondé, le Greifswalder SV 04 e. V. Le club est issu de la fusion de l'ESV/Empor Greifswald, du SSV Grün-Schwarz Greifswald et du Greifswalder SV 98 (de) et est un club multisports. En raison de divergences entre les départements, le Greifswalder SV 98 (de) quitte le grand club au début de l'année 2010. Le 1er juillet 2015, le club fusionne avec le FC Pommern Greifswald (de) pour former le Greifswalder FC.

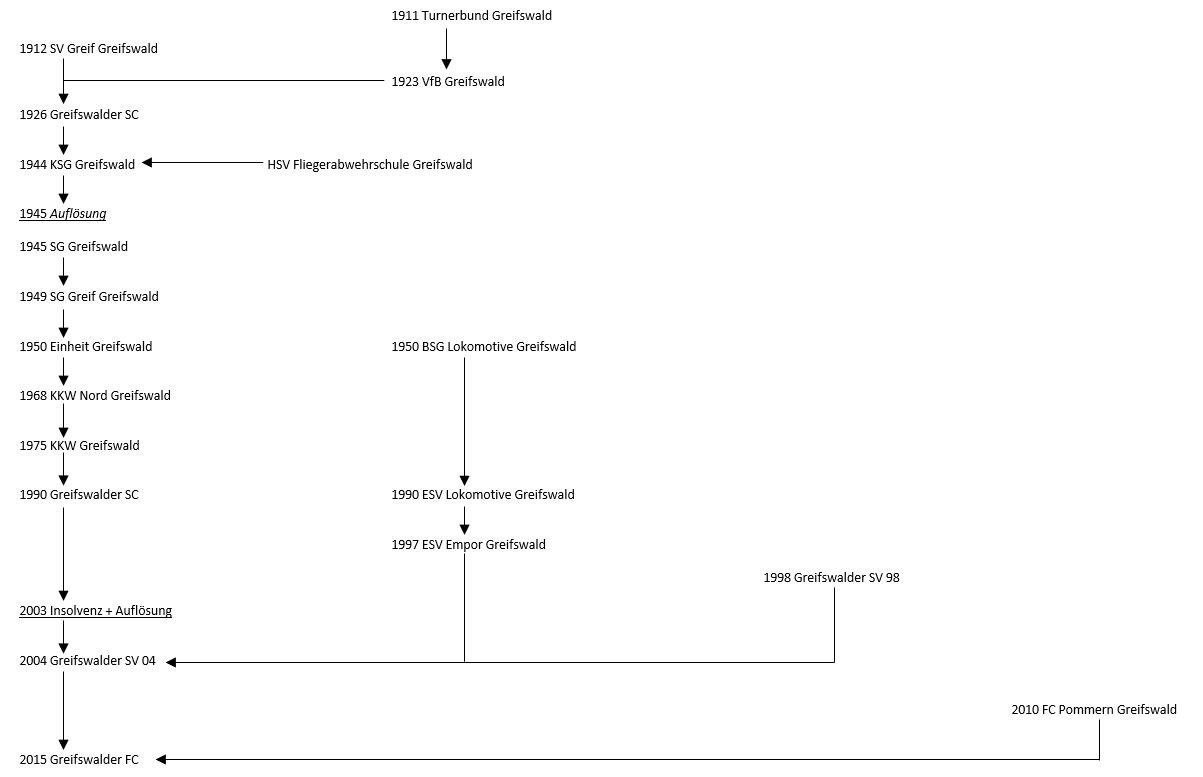
Genèse des clubs de Greifswald de 1911 à 2015

### Greifswalder FC (Depuis 2015)

#### 2015-2022: De la Verbandsliga à la Regionalliga
Malgré qu'il ne soit éligible pour jouer en Oberliga, le club décide de prendre la place du Greifswalder SV 04 au sein de la Verbandsliga Mecklenburg-Vorpommern. Après deux saisons consécutives en 2e division, le club est promu en NOFV-Oberliga au terme de la saison 2017-2018. L'équipe finit 3e de NOFV-Oberliga, derrière deux clubs berlinois, le SV Lichtenberg 47 et le Tennis Borussia Berlin.
En raison de l'annulation du Mecklenburg-Vorpommern-Pokal en 2020-2021, la LFV accorde la place en DFB-Pokal 2021-2022 au Greifswalder FC, le FC Hansa Rostock étant déjà qualifié via la 3. Liga 2020-2021. Au premier tour, l'équipe est défaite 2-4 par le FC Augsbourg, évoluant en Bundesliga, au Volksstadion. Au cours de la saison 2021-2022, le club est promu en Regionalliga Nord-Est en remportant le groupe Nord de NOFV-Oberliga dont le classement est déterminé par le quotient de points. En finale de Mecklenburg-Vorpommern-Pokal, le club est défait par le TSG Neustrelitz.

#### Depuis 2022: Regionalliga
Lors de leur première saison de Regionalliga, les Boddenkickern ont réussi à rester dans la ligue avec dix points d'avance sur la zone de relégation. Lors de la Mecklenburg-Vorpommern-Pokal, le club est défait en demi-finale par l'Einheit Ueckermünde (de). Au cours de la saison 2023-2024, les Rothosen figurent parmi les meilleurs équipes, et ne perdent pas un seul match lors de la phase aller. Cependant, la licence pour une éventuelle promotion était débattue en raison de la petite capacité du stade, et le club finit 2e derrière le FC Energie Cottbus.

## Identité visuelle

Logo historique du Greifswalder SC
Logo de la BSG Einheit Greifswald
Logo de la BSG Kernkraftswerk Nord Greifswald
Logo de la BSG Kernkraftswerk Greifswald
Logo du Greifswalder SC dans les années 1990
Logo du Greifswalder SV 04
Logo actuel du club

## Palmarès
- Greifswalder SC
  - Pommernpokal : 1931, 1932, 1933 et 1934
  - Gauliga Poméranie : 2e en 1936 (Groupe Ouest)
  - 3e du Groupe Nord : Deutschen Amateurmeisterschaft 1991-1992
  - Mecklenburg-Vorpommern-Pokal : 1993, 1994, 1995, 1996
    - Finaliste : 1992

- SG Greifswald/BSG Einheit Greifswald
  - Vorpommern, Groupe A : 1946-1947
  - Landesklasse Ost-Mecklenburg : 1948-1949
  - Landeslkasse Mecklenburg : 1951-1952
  - II. DDR-Liga : 1958, champion du groupe 1, promu
  - Bezirksliga Rostock : 1967-1968

- BSG KKW Greifswald
  - Bezirksliga Rostock : 1981-1982, 1983-1984 (non promu), 1984-1985

- Greifswalder SV 04
  - Landesliga Mecklenburg-Vorpommern : 2005-2006

- Greifswalder FC
  - Verbandsliga Mecklenburg-Vorpommern : 2017-2018
  - NOFV-Oberliga (Groupe Nord) : 2021-2022 (classement au quotient)
  - Regionalliga Nord-Est : 2e en 2023-2024
  - Mecklenburg-Vorpommern-Pokal : 2023-2024 (de ce fait, participation au DFB-Pokal 2024-2025)